# Tepuiwinterkoning
De tepuiwinterkoning (Troglodytes rufulus) is een zangvogel uit de familie Troglodytidae (Winterkoningen).

## Verspreiding en leefgebied
Deze soort komt voor in zuidelijk Venezuela en telt 6 ondersoorten:
- Troglodytes rufulus rufulus: Mt. Roraima area (oostelijk Venezuela, westelijk Guyana en noordelijk Brazilië).
- Troglodytes rufulus fulvigularis: zuidoostelijk Bolivar (zuidoostelijk Venezuela).
- Troglodytes rufulus yavii: noordelijk Amazonebekken (het zuidelijke deel van Centraal-Venezuela).
- Troglodytes rufulus duidae: centraal Amazonebekken en zuidelijk Bolivar (zuidelijk Venezuela).
- Troglodytes rufulus wetmorei: zuidelijk Amazonebekken (zuidelijk Venezuela) en misschien noordelijk Brazilië.
- Troglodytes rufulus marahuacae: centraal Amazonebekken (zuidelijk Venezuela).